# 侏儒症

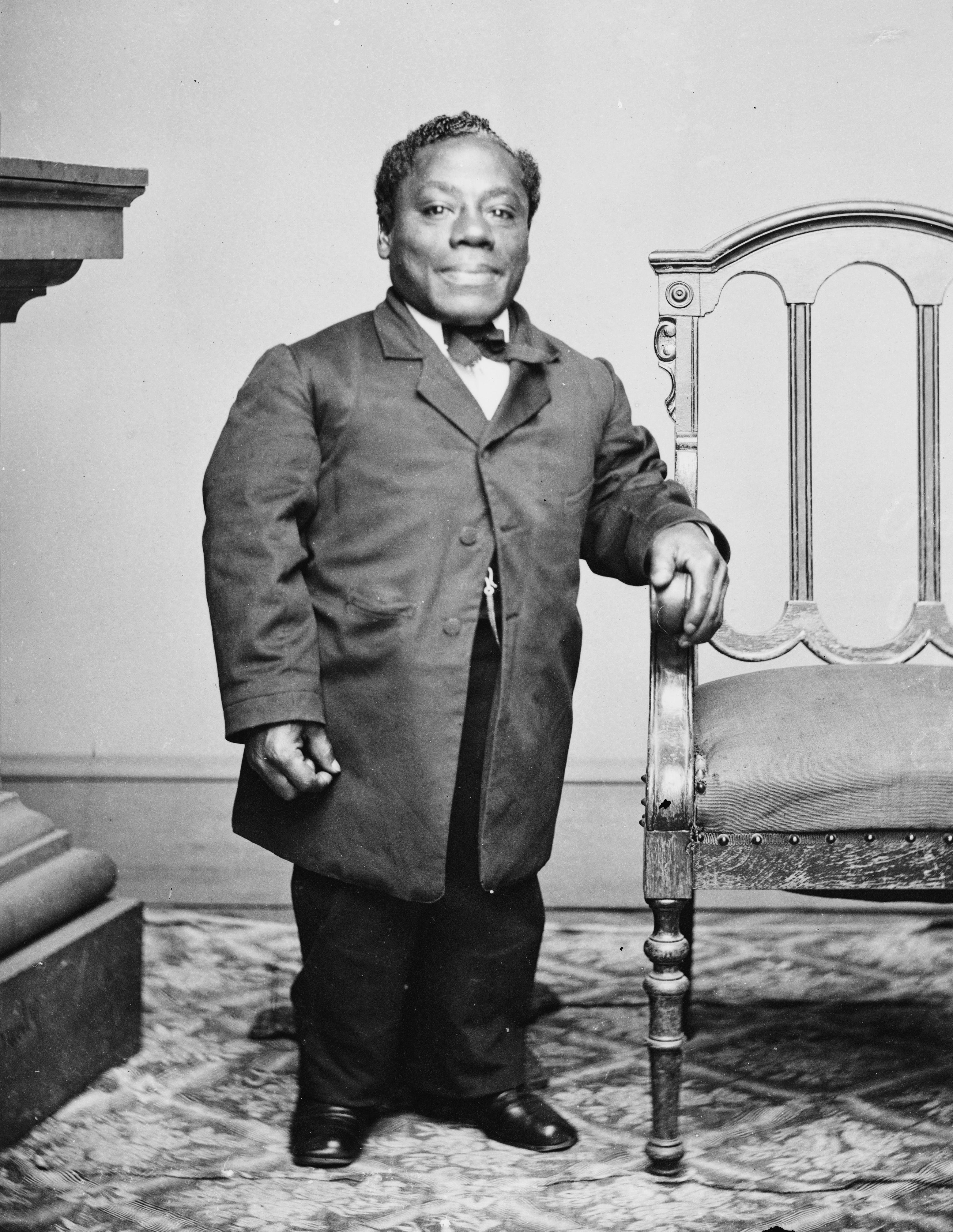
Thomas Dilward

侏儒症（英語：Dwarfism）是指动物或植物极端矮小的一种状态。以前任何类型的人明显矮小都可称为侏儒症。而今，这一名词只限于极端矮小且身体不相称的人，通常是由于骨或软骨发育的遗传性疾病，如軟骨發育不全症，佔侏儒症的70％，在100,000名活產嬰兒中有4至15人發生。相反，由于内分泌或营养异常而致相称性的身材矮小，不再被称为「侏儒」。其中一个例子是「生长激素缺乏症」，曾經被称作「垂体性侏儒症」。其他如先天性脊椎骨骺發育不良、畸型發育不良、假性軟骨發育不全症、季肋發育不全、努南氏症候群、原基性侏儒症、特納氏症候群、成骨發育不全(玻璃娃娃)及先天性甲狀腺機能低下症等成因,「sFGFR3」是目前發現可能有助於治療的療法,但還未被證實是否真的可行,用可溶形式的人類FGFR3 (sFGFR3)，它充當誘餌受體並阻止FGF 與突變型FGFR3 結合。 sFGFR3被皮下注射到新生Fgfr3(ach/+)小鼠——軟骨發育不全的小鼠模型——在3週的整個生長期中每週兩次。接受治療的小鼠骨骼中生長板軟骨細胞的有效成熟得以恢復，Fgfr3(ach/+)小鼠骨骼生長呈現劑量依賴性增強。這導致身材正常，死亡率和相關併發症顯著降低，且沒有任何毒性證據。這些結果描述了一種恢復骨骼生長的新方法，並表明 sFGFR3 可能成為患有軟骨發育不全和相關疾病的兒童的潛在療法。除了疾病的醫學方面外，還有社會方面的問題。對於侏儒症患者來說，身高歧視可能導致童年時期的嘲笑和成年時期的歧視。